# Wozownia artyleryjska nr 1 w Toruniu
Wozownia artyleryjska nr 1 w Toruniu – dawny klasycystyczny budynek pruskiej wozowni artyleryjskiej Twierdzy Toruń znajdujący się przy ul. Rabiańskiej 20 na Starym Mieście w Toruniu.
Wozownia została zbudowana w latach 1819–1821 na miejscu dwóch kamienic gotyckich. Gromadzono w niej pojazdy artyleryjskie, głównie lawety armatnie. Po I wojnie światowej w budynku mieściły się magazyny zakładów chemicznych. W 1951 roku mieściła się hala maszyn drukarni Toruńskich Zakładów Graficznych. W latach 1983–1987 wozownię wyremontowano. W 1991 roku budynek wpisano do rejestru zabytków. Od 1997 roku mieści się tu galeria sztuki Wozownia.